# Taeko Onuki
Taeko Onuki (大貫妙子 Ōnuki Taeko), född 28 november 1953 i Suginami, Tokyo, Japan, är en japansk låtskrivare och sångerska.
År 1973 bildade hon bandet Sugar Babe (シュガー・ベイブ Shugā beibu) tillsammans med Tatsuro Yamashita. Bandet upplöstes 1976 och samma år startade hon sin solokarriär med albumet "Grey Skies".